# Kijewo (gromada w powiecie oleckim)
Kijewo – dawna gromada, czyli najmniejsza jednostka podziału terytorialnego Polskiej Rzeczypospolitej Ludowej w latach 1954–1972.
Gromady, z gromadzkimi radami narodowymi (GRN) jako organami władzy najniższego stopnia na wsi, funkcjonowały od reformy reorganizującej administrację wiejską przeprowadzonej jesienią 1954 do momentu ich zniesienia z dniem 1 stycznia 1973, tym samym wypierając organizację gminną w latach 1954–1972.
Gromadę Kijewo z siedzibą GRN w Kleszczewie (nazwa gromady pochodzi od wsi Kijewo) utworzono 1 stycznia 1972 w powiecie oleckim w woj. białostockim z obszaru zniesionych gromad Gąski i Kleszczewo. 
Gromada Kijewo funkcjonowała przez dokładnie jeden rok (1972), czyli do kolejnej reformy gminnej.